# Govert van der Leeuw

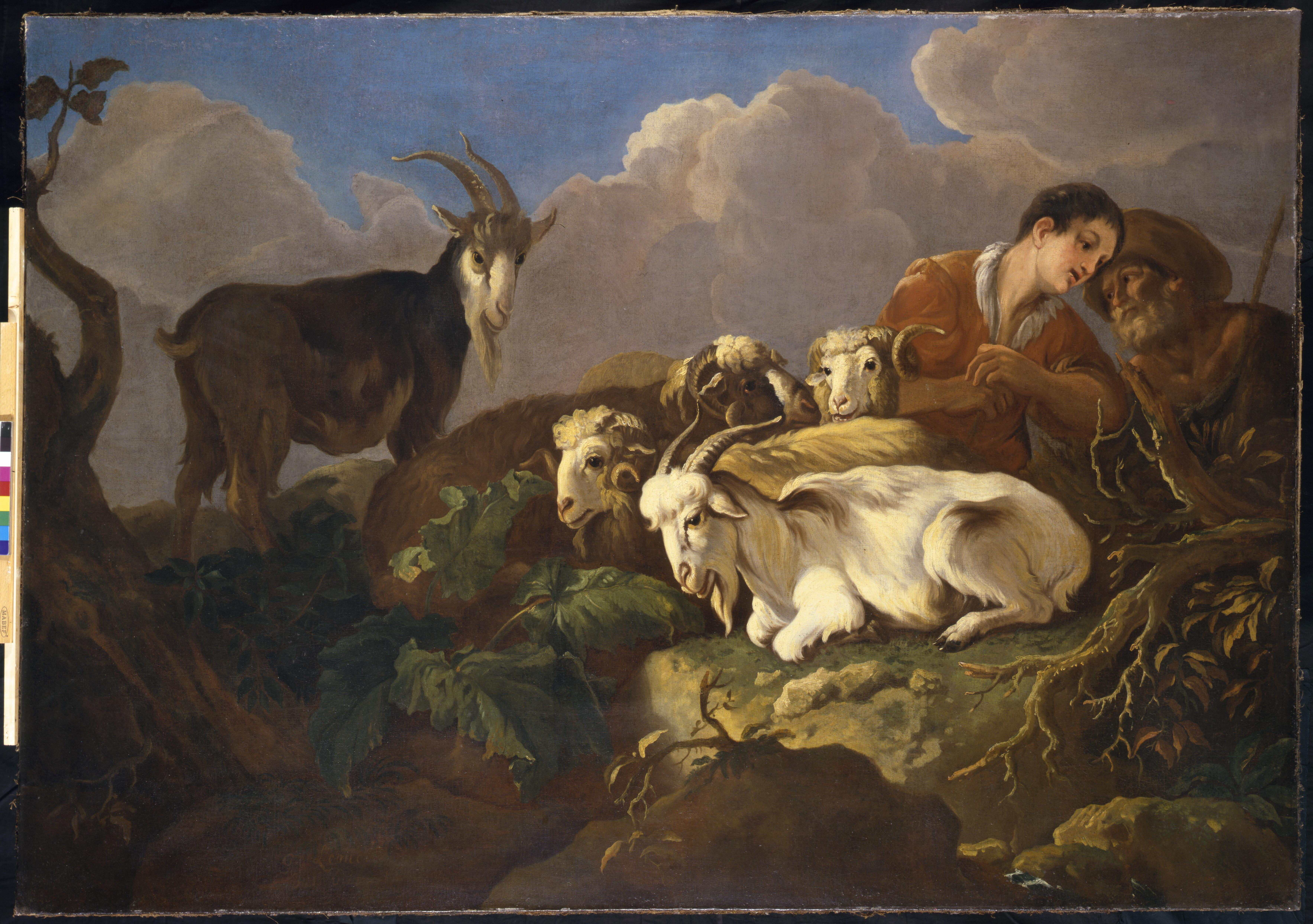
Herders met vee in een landschap met dreigende wolkenlucht, schilderij getekend met "GLeone", ca. 1672-1684

Govert van der Leeuw (Dordrecht, ca. 1645 - Dordrecht, 1688), ook bekend als Gabriel de Leone, Gabriel de Lione, Gabriël de Lyon of Greghotto, was een Nederlandse kunstschilder en tekenaar. Hij schilderde onder meer landschappen en dieren.
Van Van Der Leeuw waren lange tijd maar enkele werken bekend, maar in de loop van de tijd zijn enkele gesigneerde werken ontdekt. Hij maakt ook etsen van dieren en landschappen. Zijn werk was beïnvloed door de Italiaanse schilders Giovanni Benedetto Castiglione en Luca Giordano en door de Nederlandse schilder Pieter Mulier de Jonge, die zich net als Van der Leeuw lange tijd in Italië ophield.

## Levensloop
Van der Leeuw was een zoon van de Dordtse kunstschilder Bastiaan van der Leeuw en Sybilla van Nieuwstadt. Hij en zijn jongere broer Pieter van der Leeuw leerden het kunstenaarsvak van hun vader. Hij vertrok vervolgens naar Amsterdam om de kost te verdienen als schilder en tekenaar. Daar was hij mogelijk in de leer bij Nicolaes Pietersz. Berchem.
In de jaren 1670 en de vroege jaren 1680 woonde en werkte hij in Italië, Spanje en Frankrijk, onder meer in Lyon, Parijs, Turijn, Rome en zeven jaar in Napels. In 1684 keerde hij terug naar Amsterdam. Zijn werk had echter in eigen land aan populariteit verloren, en hij maakte zich op om weer af reizen naar Napels. Van der Leeuw ging naar Dordrecht om afscheid te nemen van zijn moeder toen hij daar in elkaar zakte en overleed.
In 1667 trouwde hij in Amsterdam met Jannetje van der Plas (1649-1730), een zuster van de schilder David van der Plas. Hij hertrouwde in 1670 in Parijs met Marie Jans, weduwe van de kort daarvoor overleden schilder Cornelis Brisé.
- Biblioteca Nacional de España: XX1707149
- Bibliothèque nationale de France: cb149666238 (data)
- Biografisch Portaal: 41818363
- Gemeinsame Normdatei: 138893608
- International Standard Name Identifier: 0000 0001 1655 8242
- KulturNav: 0fe0eb0b-4122-4bfe-827a-fdbcc53a2eb7
- RKD-Nederlands Instituut voor Kunstgeschiedenis: 48889
- Union List of Artist Names: 500003705
- Virtual International Authority File: 61820157
- WorldCat: E39PBJwxHvRCJjVP3tK76Ghj4q